# Бордезак
Бордезак (фр. Bordezac) насеље је и општина у јужној Француској у региону Лангдок-Русијон, у департману Гар која припада префектури Алес.
По подацима из 2011. године у општини је живело 360 становника, а густина насељености је износила 39,78 становника/km². Општина се простире на површини од 9,05 km². Налази се на средњој надморској висини од 480 метара (максималној 488 m, а минималној 166 m).

## Демографија
| 1962. | 1968. | 1975. | 1982. | 1990. | 1999. | 2011. |
| ----- | ----- | ----- | ----- | ----- | ----- | ----- |
| 364   | 459   | 418   | 424   | 430   | 402   | 360   |

График промене броја становника у току последњих година